# Герб Новоборисівки
Герб Новоборисівки — офіційний символ села Новоборисівка Одеської області, затверджений 16 травня 2023 року сесією Новоборисівської сільської ради.
Автор — А. Гречило.

## Опис
У золотому полі ідуть чорні шпали, на яких дві срібні рейки у стовп, поверх них — срібна квітка шипшини із золотим осердям і зеленими листочками, обабіч — по зеленій гілочці шипшини з двома червоними плодами кожна; у синій главі сходить золоте сонце з дев'ятьма променями.

## Зміст
Золоте поле є символом добробуту та багатства, символізує щедрі землі громади і сільське господарство. Залізничні рейки та шпали означають залізницю, яка тут проходить. Квітка шипшини підкреслює багаті місцеві природні ресурси, є символом миру, стійкого характеру та мужності, а чотири плоди уособлюють чотири сільради, які об'єдналися в нову тергромаду. Золоте сонце у синій главі — символ розквіту.